# 河口商次
河口 商次（かわぐち あきつぐ、1903年4月8日 - 1984年7月30日）は、日本の数学者。北海道大学名誉教授。専門は微分幾何学、特にフィンスラー幾何学。日本の微分幾何のパイオニアの一人。師は窪田忠彦、弟子に桂田芳枝がいる。

## 略歴
1903年4月東京に生まれ、母河口愛子の独自の教育方針の下に高校検定試験に合格し、1922年 東北帝国大学数学科に入学、1925年 卒業後、同大学院に進む。1927年 東北帝国大学大学院在学中に1930年開講が決まった北海道帝国大学理学部数学科の教授候補に内定。準備期間中2年間の留学が定められていたため、文部省在外研究員となり1928年から1930年にかけて、ドイツ（ベルリン、ハンブルグ）に留学。その間、1928年 ボローニャで開催された国際数学者会議で掛谷宗一とともに招待講演を行っている。1930年1月に帰国、助手として穂刈四三二を呼び寄せた。同年4月に年齢が若すぎるという理由で北海道帝国大学助教授として就任。1931年 理学博士の学位を取得。同年 教授に昇任。以後、1965年の定年退職まで北海道大学教授の職にあった。その後、日本大学、相模工業大学（現・湘南工科大学）で教授を務めた。
専攻は微分幾何学で、1937年7月テンソル学会を創設し、その充実発展につとめた。
北海道大学を中心とした高次接続の幾何学の研究グルーブ（北海道学派）を率い、高次空間論分野の「河口空間」に名前を残している。